# Middle Barton
Middle Barton – osada w Anglii, w Oxfordshire. Leży 14,7 km od miasta Bicester, 20,9 km na północny od Oksfordu i 99,2 km od Londynu. W 2001 miejscowość liczyła 1727 mieszkańców.